# Караула (Долж)
Караула (рум. Caraula) насеље је и општина у Румунији у жупанији Долж. Oпштина се налази на надморској висини од 102 m.

## Прошлост
Православни храм Св. Николе грађен је 1845. године.
Место је било у другој половини 19. века спахилук српског милионера, трговца - "Капетана Мише" - Мише Анастасијевића. У посед је Миша дошао 1863. године плативши износ од 89.000 царских дуката.
Лицитирана је априла 1885. године продаја мошеје Караула са Вертопом. Информације су се могле добитиSIRUTA код Димитрија Германија.

## Становништво
Према подацима из 2002. године у насељу је живело 2642 становника.

### Попис2002.
| Расподела становништва по националности 2002.‍ | Расподела становништва по националности 2002.‍ | Расподела становништва по националности 2002.‍ | Расподела становништва по националности 2002.‍ | Расподела становништва по националности 2002.‍ |
| --------------------------------------------- | --------------------------------------------- | --------------------------------------------- | --------------------------------------------- | --------------------------------------------- |
|                                               |                                               |                                               |                                               |                                               |
| Румуни                                        | Румуни                                        |                                               | 1.896                                         | 71,8%                                         |
| Роми                                          | Роми                                          |                                               | 745                                           | 28,2%                                         |